# الأنشطة السياسية لحزب الله
يعد حزب الله إلى جانب حركة أمل أحد الحزبين الرئيسيين اللذين يمثلان الطائفة الشيعية أكبر كتلة دينية في لبنان. التزمت أمل بتنفيذ أنشطتها من خلال الوسائل السياسية لكنها لا تزال قوة قتالية جزئية تساعد حزب الله عند الحاجة.
يذكر أن حزب الله جزء من الحكومة منذ نوفمبر 2005.

## أعضاء منتخبون
شارك حزب الله في مجلس النواب اللبناني. في عام 1992 شارك في الانتخابات اللبنانية للمرة الأولى وحصل على 12 مقعد من أصل 128 مقعد في مجلس النواب. في عام 1996 فاز الحزب بعشرة مقاعد وفي عام 2000 حصلوا على 8 مقاعد. في الانتخابات العامة اللبنانية عام 2005 حصل حزب الله على 14 مقعد في جميع أنحاء البلاد (من مجموع 128 مقعد) وحصل حركة أمل-حزب الله على جميع المقاعد الثلاثة والعشرين في جنوب لبنان. بلغت الكتلة التي تشكلها الكتلة مع تحالف 8 آذار 27.3٪ من المقاعد. أيضا عندما عقدت الانتخابات البلدية في عام 1998 سيطر هذا الحزب على حوالي 15 في المئة من المقاعد البلدية المتنازع عليها. مع سجل حافل في الجولة الثانية من الانتخابات في ربيع 2004 فاز الحزب على 21 في المئة من المقاعد البلدية.

## حزب الله وحكومة السنيورة

### الدور في الحكومة
حزب الله هو شريك أقلية في مجلس الوزراء برئاسة فؤاد السنيورة ويحمل منصبين حكوميين (وصاحب منصب ثالث يؤيدهم) في الحكومة اللبنانية في يوليو 2005. وزيرا حزب الله الرسميان هما محمد فنيش وطراد حمادة.
تم تعيين محمد فنيش وزير الطاقة والمياه في مجلس الوزراء وقال: «نحن قوة سياسية شاركت في استطلاعات الرأي تحت راية الدفاع عن المقاومة وحماية لبنان وحصلت على أعلى مستوى من الدعم الشعبي.. (المقاومة ضد إسرائيل) لا تتناقض بأي حال من الأحوال مع دورها السياسي وإذا كان الانضمام إلى الحكومة والبرلمان واجب وطني فإن ذلك هو الدفاع عن البلاد». على الرغم من أن حزب الله انضم إلى الحكومة الجديدة في عام 2005 فقد تبادل الضمانات المتعلقة بجهازها العسكري فقد ظلت تعارض بشدة طموحات تحالف 14 آذار.
من ناحية أخرى في مقاومة محاولة تحالف 14 آذار للهيمنة فقد تحالف التيار الوطني الحر وحزب الله. في فبراير 2006 بعد أسابيع من المفاوضات على مستوى اللجان وقع ميشال عون وحسن نصر الله مذكرة تفاهم دعت إلى مجموعة واسعة من الإصلاحات من ضمان وصول وسائل الإعلام على قدم المساواة للمرشحين للسماح بالتصويت المغتربين من شأنها أن تقلل من اللعب السياسي المائل الحقل الذي يكمن وراء قبضة التحالف الحريري - جنبلاط على السلطة. جاء في استطلاع للرأي أجراه مركز بيروت للبحوث والإعلام أن 77٪ موافقون في المجتمع المسيحي.
وفقا لمذكرة التفاهم:

### الاحتجاجات والاعتصامات المناهضة للحكومة

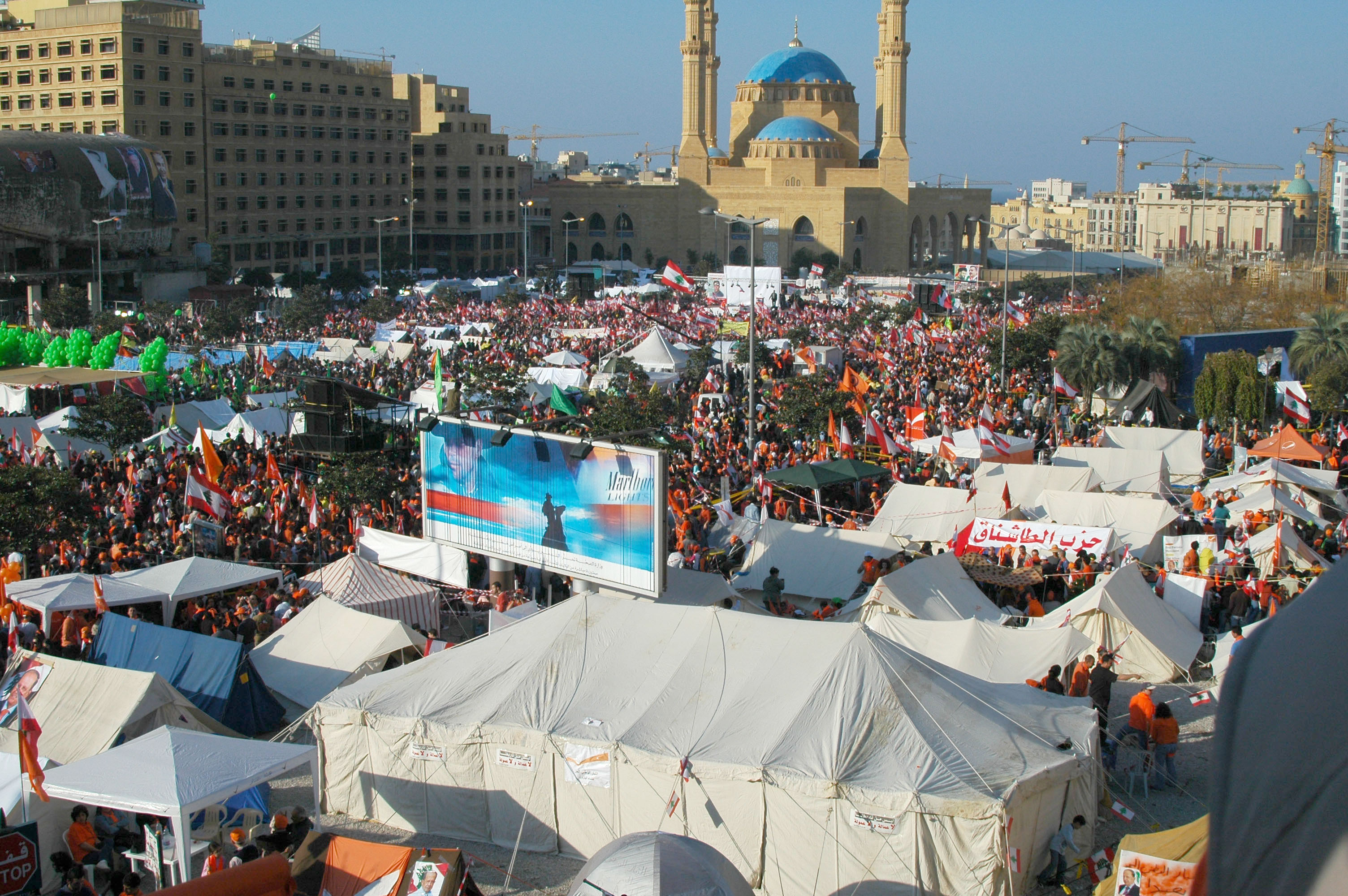
تجمع الموالين لحزب الله في بيروت في 10 ديسمبر 2006.

في 1 ديسمبر 2006 في اليوم التالي دعا حسن نصر الله في خطاب تلفزيوني أشخاصا من مناطق وأفكار ومعتقدات وديانات وأيديولوجيات وتقاليد مختلفة للمشاركة في حكومة الوحدة الوطنية لأنها تريد الحفاظ على استقلال لبنان وسيادته ومنع لبنان من الوقوع تحت أي وصاية أجنبية وتعزيز أسس الأمن والاستقرار والسلم المدني والتعاون في معالجة الأزمة الاجتماعية والاقتصادية الخانقة ومعالجة الأزمات السياسية من خلال التمثيل الحقيقي لجميع الحركات والجماعات اللبنانية ولإعطاء مشاركة حقيقية في إدارة البلاد والتعامل مع الأزمات المختلفة ومواجهة التحديات القائمة المحلية والإقليمية والدولية. تجمع مئات الآلاف من المتظاهرين سلميا في وسط بيروت. تقدر الشرطة أن عدد الحشد يصل إلى حوالي 800,000 في حين ادعى حزب الله أنه أكبر. في الليل ظل عدة آلاف من المتظاهرين يباشرون الاعتصام وأقاموا خيام وتعهدوا بعدم الرحيل حتى يستقيل رئيس الوزراء فؤاد السنيورة.

## مواقف حكومية لبنانية حول نزع سلاح حزب الله
بعد الموافقة على قرار مجلس الأمن التابع للأمم المتحدة رقم 1559 الذي يقضي بضرورة حل الميليشيات اللبنانية وغير اللبنانية أعلن رئيس الحكومة اللبنانية نجيب ميقاتي في 7 مايو 2005 أن "حسب مصطلحاتنا - حزب الله - ليس ميليشيا بل إنه مقاومة. في 5 أغسطس 2006 قال رئيس وزراء لبنان فؤاد السنيورة أن "استمرار وجود الاحتلال الإسرائيلي للأراضي اللبنانية في منطقة مزارع شبعا هو ما يسهم في وجود أسلحة حزب الله ويجب على المجتمع الدولي مساعدتنا في الحصول على انسحاب إسرائيلي من مزارع شبعا حتى نتمكن من حل مشكلة أسلحة حزب الله".

## الروابط الخارجية
- المطالب الديمقراطية لحزب الله من قبل محمد بن جلون، تعليق سوانز، 15 يناير 2007.
- جمهوريتي حزب الله الأهرام الإسبوعية، 15-21 فبراير 2007.
- حزب الله: الحركة السياسية الأكثر قوة في لبنان
- صوت المقاومة: وجهة نظر حزب الله - تصورات وأهداف واستراتيجيات حركة إسلامية في لبنان, من قبل ماتس وارن، قسم العلوم السياسية، جامعة ستوكهولم
- الاستمرار في الدورة: «لبناننة» حزب الله - دمج حركة إسلامية في نظام سياسي تعددي, من قبل ماتس وارن، قسم العلوم السياسية، جامعة ستوكهولم